# Ophidiophilie
L'ophidiophilie est une attirance pour les serpents ; c'est le contraire de l'ophidiophobie (la peur des serpents). L'ophidiophilie est une sous-catégorie de la zoophilie, l'attirance sexuelle pour les animaux en général. Les personnes atteintes d'ophidiophilie sont connues sous le nom d'ophidiophiles. L'ophidiophilie n'apparaît pas toujours comme une attraction sexuelle, certains ophidiophiles sont attirés par les serpents sur un plan platonique (non sexuel). 
L'ophidisme (un acte associé à l'ophidiophilie) est un acte sexuel au cours duquel une femme insère la queue d'un serpent ou d'une anguille dans son vagin ou son anus, et reçoit du plaisir en se tortillant pour se libérer. Il peut être dangereux dans la mesure où certains reptiles sont porteurs de salmonelles. L'ophidisme a été documenté comme étant pratiqué (ainsi que de nombreux autres actes sexuels) dans la Grèce antique. Les variations comprennent l'insertion du serpent ou de l'anguille la tête la première.
Le serpent est un ancien symbole de fertilité et de sexualité. 